# ひたすらな道
『ひたすらな道』は、髙田三郎作曲の合唱組曲である。全編でピアノを伴う。作詩は高野喜久雄。

## 概要
混声合唱曲として作曲され、「弦」は1975年（昭和50年）8月24日、東京放送合唱団（NHK放送）により、「姫」「白鳥」は1976年（昭和51年）2月21日、盛岡コメット混声合唱団によって初演された。高田と高野のコンビによる合唱曲は、『わたしの願い』（1961年）・『水のいのち』（1964年）に続くものである。
1977年（昭和52年）には女声合唱版が出版され、以来両版とも数多くのコンサート・コンクールで歌われている。
男声合唱版は、慶應義塾ワグネル・ソサィエティー男声合唱団の委嘱によって作曲者自身により編曲され、1981年（昭和56年）12月11日（東京郵便貯金ホール）及び12日（東京厚生年金会館大ホール）同団の第106回定期演奏会において初演された（指揮：木下保、ピアノ：木下歌子）。
日本プロ合唱団連合（略称：プロ連。1969年（昭和44年）設立。４つのプロ合唱団（東京混声合唱団、二期会合唱団、東京放送合唱団、日本合唱協会により構成）の委嘱により、作曲者自身による管弦楽伴奏版も作曲されており、1979年（昭和54年）2月6日、プロ連第9回定期演奏会において、新日本フィルハーモニー交響楽団、作曲者自身の指揮によって初演された。

## 曲目
全て高野喜久雄の詩による。日本語。
1. 姫 演奏時間目安 4分14秒
2. 白鳥 演奏時間目安 4分46秒
3. 弦（いと） 演奏時間目安 4分41秒

## 曲目解説
作曲者自身による解説があるので、著作権に配慮し、外部リンクのみに留める。

## 楽譜
- 混声合唱組曲『ひたすらな道』カワイ出版（受注生産）SATB,Piano
- 女声合唱組曲『ひたすらな道』カワイ出版（受注生産）SSA,Piano
- 男声合唱組曲『ひたすらな道』カワイ出版（受注生産）TTBB,Piano

※管弦楽版は出版されていない。

## ディスコグラフィー
- 日本合唱曲全集『ひたすらな道』高田三郎作品集(2) 混声合唱 CD 2005/10/21 日本伝統文化振興財団